# Signál

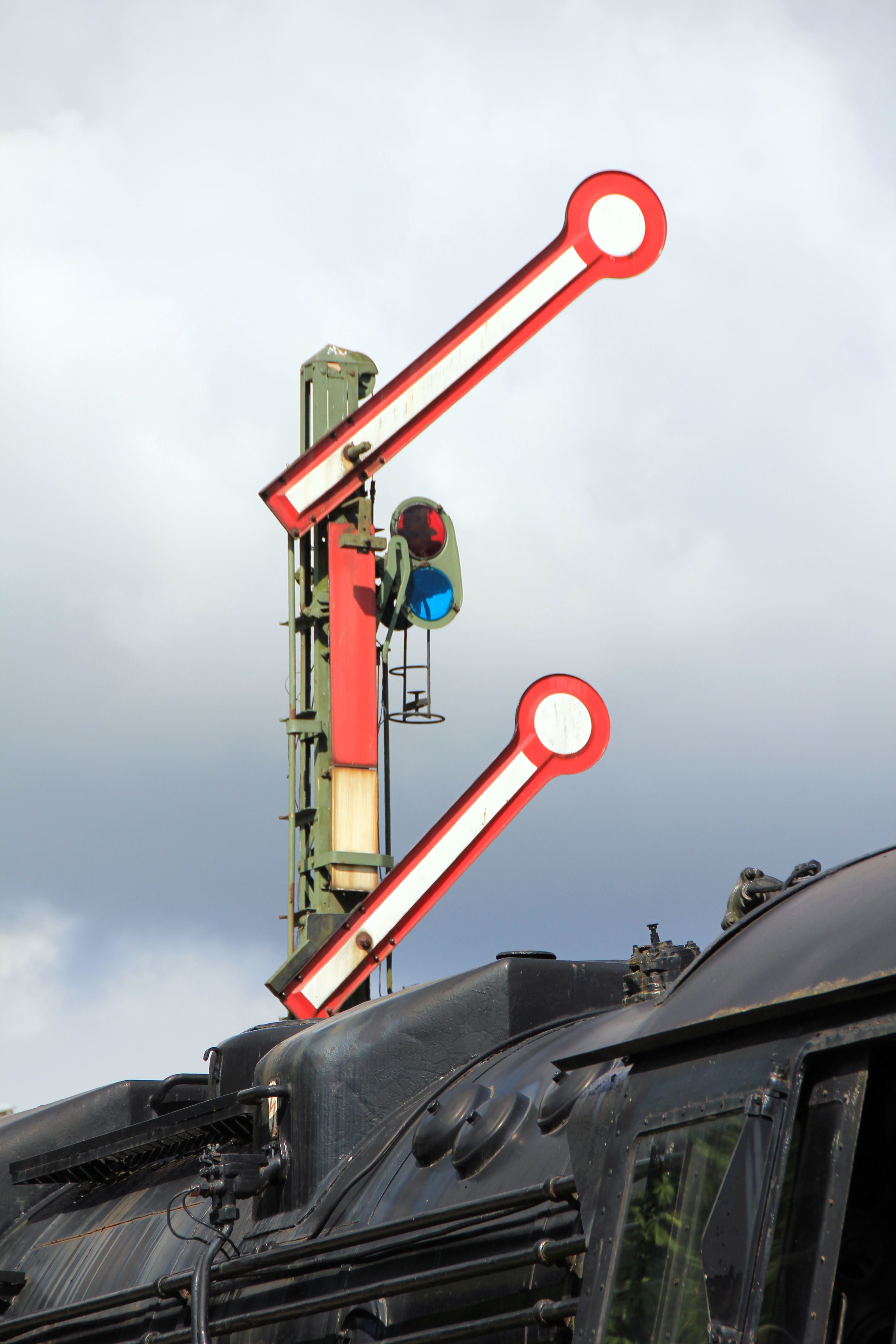
Mechanické vjezdové návěstidlo na železnici

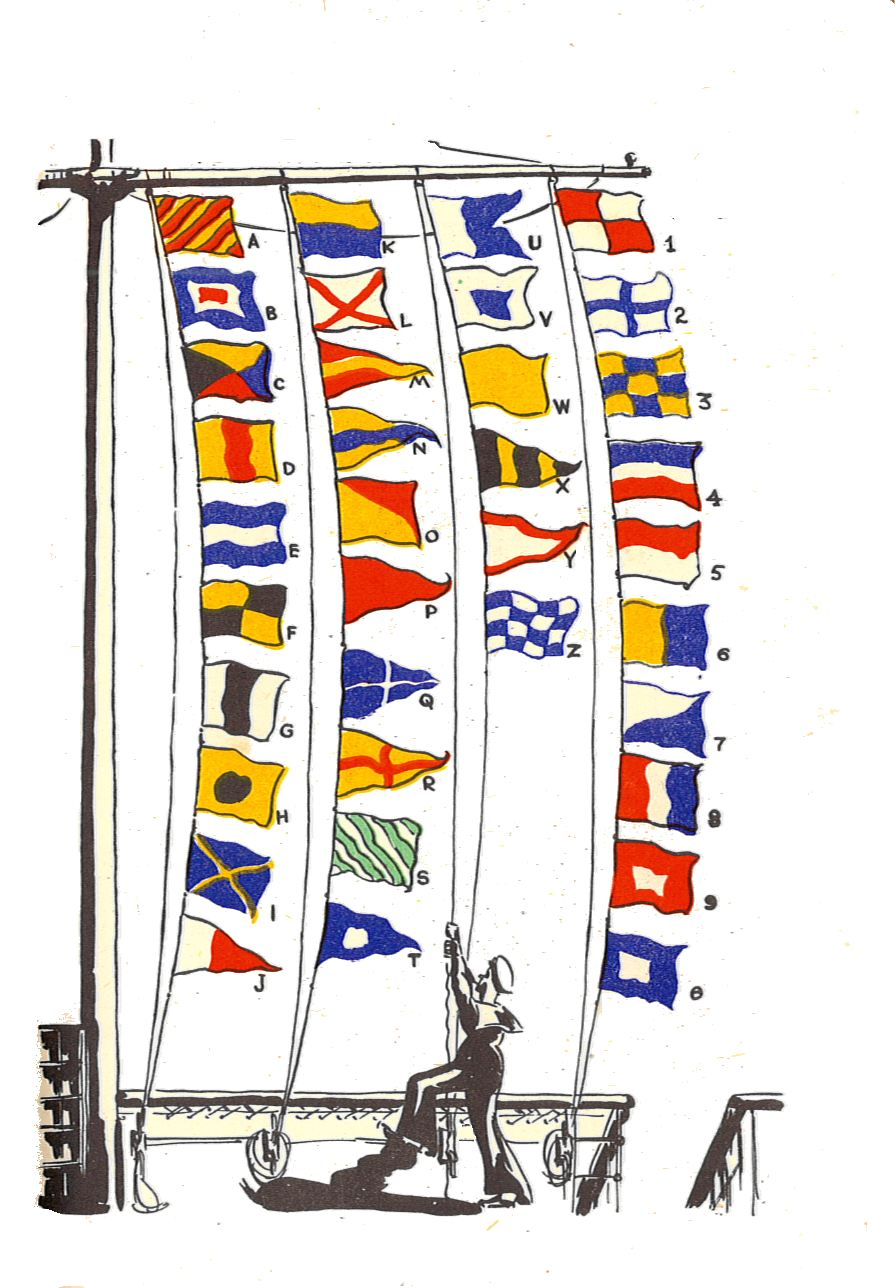
Námořní vlajková abeceda (historická)

Signál (z stř. lat. signale, zpodstatnělý střední rod slova signalis, přídavného jméno k signum, „znamení“) je smluvené znamení či určená posloupnost znamení, kterými se přenáší informace. Obecně zahrnuje nejrůznější formy i účely, od gesta vojenského velitele znamenající povel k útoku po digitální satelitní signál přenášející televizní obraz.
Signál může být záměrný fyzikální jev, nesoucí informaci o nějaké aktuální události, povel vyžadující provedení určité akce nebo zahájení činnosti, nebo výstraha před hrozícím nebezpečím. Podle podmínek může mít podobu krátkého zvuku, ústního povelu, změny elektrického nebo jiného signálu ve smyslu uvedeném níže, zprávy, příznaku, rozsvícení kontrolky, apod. Signál obvykle nese jenom malé množství informace, ale protože se týká okamžitého stavu nebo události, je velmi důležité, aby byl doručen včas. Proto se často přenáší zvláštním kanálem, který zajistí jeho rychlé předání.
V technice se slovo signál používá v poněkud posunutém významu pro fyzikální veličinu závislou na čase. Může se tak jednat například o signály optické, elektrické, elektromagnetické, akustické, mechanické, pneumatické, nebo hydraulické. Pomocí signálů lze přenášet zprávy – data.

## Rozdělení signálů

### Z hlediska trvání signálu
Kauzální signál – Takový signál, který do svého počátku v časovém okamžiku {\displaystyle t_{0}} měl nulovou hodnotu, je signál kauzální. 
{\displaystyle s(t)=0;t<t_{0}}.
- finitní – Signál je definovaný na časovém intervalu {\displaystyle t\in <t_{0};t_{1}>} a vně tohoto intervalu je nulový.{\displaystyle s(t)=0,pro:t\in <t_{0};t_{1}>}.
- infinitní – Signál je definovaný na časovém intervalu {\displaystyle t\in <t_{0};\infty )}.

Nekauzální signál je takový signál, který nesplňuje podmínku kauzality. Například jde o periodické funkce sinus, kosinus.

### Z hlediska definičního oboru
Signál ve spojitém čase {\displaystyle s(t)} je definovaný pro všechny okamžiky na intervalu: {\displaystyle t\in (-\infty ;\infty )}. Jde tedy o nespočetnou množinu časových okamžiků.
Signál v diskrétním čase, je definován jen pro určité časové okamžiky {\displaystyle t_{k}} z čehož plyne, že se jedná o spočetnou množinu. Pro čas platí: {\displaystyle t\in \{t_{k}\}_{k\in (-\infty ;\infty ),k\in \mathbb {N} }}. Takový signál je označovaný jako {\displaystyle s(t_{k})}, {\displaystyle s(k)}, případně jako posloupnost {\displaystyle \{s_{k}\}}. Index k pak určuje pořadí vzorku signálu. Často je použit ekvidistantní krok vzorkování.

### Z hlediska determinovanosti signálu
Determinovaný signál – je takový signál u nějž lze určit hodnotu v jakýkoliv okamžik s absolutní jistotou.
- periodické – signál je definovaný pro {\displaystyle t\in (-\infty ;\infty )}
  - harmonické
  - neharmonické
- neperiodické

Stochastický signál – velikost signálu v libovolném okamžiku, dovedeme určit pouze s nějakou pravděpodobností.
- stacionární – nejsou závislé na poloze počátku časové osy.
  - ergodické
  - neergodické
- nestacionární – jsou závislé na poloze počátku časové osy.

Existují signály, které nejsou deterministické ani stochastické.
Přiřazení do určité kategorie není absolutní. Pro jednu stranu, která signál vysílá může být signál deterministický, ale pro stranu, která signál přijímá už deterministický být nemusí. Pokud by byl pro přijímací stranu deterministický, mohla by si ho sama generovat a nemusela ho přijímat.
Pokud je deterministický popis signálu příliš složitý, může být výhodnější zpracovávat jej jako stochastický signál.

### Z hlediska spojitosti amplitudy signálu
- Signál se spojitou amplitudou – amplituda signálu může nabývat jakoukoli hodnotu v určitém intervalu
- Signál s nespojitou (diskrétní) amplitudou – amplituda signálu může nabývat jen konečný počet hodnot, například 0 a 1

### Z hlediska integrability
Výkonové signály jsou takové pro něž existuje konečná a nenulová limita:

{\displaystyle \lim _{T\to \infty }{\frac {1}{2T}}\int _{-T}^{T}|s(t)|^{2}\mathrm {d} t}
Energetické signály – Jsou takové pro něž existuje konečná a nenulová limita:

{\displaystyle \lim _{T\to \infty }\int _{-T}^{T}|s(t)|^{2}\mathrm {d} t}
Za povšimnutí stojí použití absolutní hodnoty, protože signál může být z oboru komplexních čísel.

## Charakteristiky determinovaných signálů

### Střední hodnota
Střední hodnota spojitého signálu {\displaystyle s(t)} na konečném časovém intervalu {\displaystyle t\in <t_{a};t_{b}>}:

{\displaystyle {\bar {s}}(t)={\frac {1}{t_{b}-t_{a}}}\int _{t_{a}}^{t_{b}}s(t)\mathrm {d} t}
Vyjadřuje průměrnou hodnotu signálu po dobu trvání intervalu. V souvislosti se signálem a jeho střední hodnotou by nás mohla zajímat fluktuace signálu:
{\displaystyle \Delta s(t)=s(t)-{\bar {s}}(t)}.
Střední hodnota posloupnosti signálu {\displaystyle \{s_{k}\}} na konečném časovém intervalu {\displaystyle t\in <t_{a};t_{b}>}:

{\displaystyle {\bar {s}}={\frac {1}{M}}\sum _{k=1}^{M}s(t_{k})\equiv {\frac {1}{M}}\sum _{k=1}^{M}s_{k}}, kde {\displaystyle t_{k}\in <t_{a};t_{b}>}
, kde k je pořadí vzorku a M je počet vzorků.

### Energie signálu
Jednotkou energie signálu ve spojitém čase je {\displaystyle [{\mbox{jednotka signalu}}]^{2}\cdot s} a v diskrétním čase {\displaystyle [{\mbox{jednotka signalu}}]^{2}}. Protože nejde o energii ve fyzikálním slova smyslu, není jednotkou energie signálu Joule.. Pokud je signálem například napětí je jednotkou energie signálu v diskrétním čase {\displaystyle V^{2}}, pokud by byl použit proud, pak by jednotkou energie signálu ve spojitém čase byl {\displaystyle A^{2}\cdot s}.

Energie signálu ve spojitém čase na konečném intervalu {\displaystyle t\in <t_{a};t_{b}>}:

{\displaystyle e[s(t)]=\int _{t_{a}}^{t_{b}}|s(t)|^{2}\mathrm {d} t}

Energie signálu {\displaystyle \{s_{k}\}} v diskrétním čase na konečném intervalu {\displaystyle t\in <t_{a};t_{b}>}:

{\displaystyle e[\{s_{k}\}]=\sum _{k=1}^{M}|s_{k}|^{2}}

#### Vzájemná energie signálů
Vzájemná energie signálů ve spojitém čase na konečném intervalu{\displaystyle t\in <t_{a};t_{b}>}:

{\displaystyle e[u(t),v(t)]=\int _{t_{a}}^{t_{b}}|u(t)\cdot v^{*}(t)|\mathrm {d} t}

### Výkon signálu
Podobně jako u energie signálu nebyl jednotkou Joule, není jednotkou výkonu signálu Watt, ale kvadrát fyzikálního rozměru signálu.

Výkon signálu ve spojitém čase na konečném intervalu {\displaystyle t\in <t_{a};t_{b}>}:
{\displaystyle p[s(t)]={\frac {1}{t_{b}-t_{a}}}\int _{t_{a}}^{t_{b}}|s(t)|^{2}\mathrm {d} t}

#### Vzájemný výkon signálů
Vzájemný výkon signálů ve spojitém čase na konečném intervalu{\displaystyle t\in <t_{a};t_{b}>}:

{\displaystyle p[u(t),v(t)]={\frac {1}{t_{b}-t_{a}}}\int _{t_{a}}^{t_{b}}|u(t)\cdot v^{*}(t)|\mathrm {d} t}

## Výkon střední hodnoty a fluktuace signálu
{\displaystyle p[{\bar {s}}(t)+\Delta s(t)]={\frac {1}{t_{b}-t_{a}}}\int _{t_{a}}^{t_{b}}|{\bar {s}}(t)+\Delta s(t)|^{2}\mathrm {d} t=|{\bar {s}}(t)|^{2}+{\frac {1}{t_{b}-t_{a}}}\int _{t_{a}}^{t_{b}}|\Delta s(t)|^{2}\mathrm {d} t+{\frac {2\cdot {\bar {s}}(t)}{t_{b}-t_{a}}}\int _{t_{a}}^{t_{b}}|\Delta s(t)|\mathrm {d} t=p[{\bar {s}}(t)]+p[\Delta s(t)]}

Zde je vidět, že výkon signálu je součtem výkonu jeho střední hodnoty a výkonu jeho fluktuace. Přenáší-li zprávu pouze fluktuace signálu je výhodné vysílat signál s nulovou střední hodnotou.

## Periodicita
Pro periodický signál ve spojitém čase {\displaystyle s(t)}, existuje takový časový interval {\displaystyle T_{0}}, že platí:

{\displaystyle s(t)=s(t+mT_{0});t\in (-\infty ;\infty ),\forall m\in \mathbb {Z} }

Ze zápisu je patrné, že periodický signál je periodický i pro intervaly {\displaystyle 2T_{0},3T_{0}} a další. Má tedy nekonečně mnoho period. Nejmenší z těchto period nazýváme základní periodou.
Pro operace sčítání, odečítání, násobení a dělení dvou signálů se stejnou periodou platí, že výsledkem je periodický signál se shodnou periodou.
Pro posloupnost periodického signálu v diskrétním čase{\displaystyle \{s_{k}\}} platí, že existuje takové číslo{\displaystyle N_{0}} u nějž platí:

{\displaystyle \{s_{k}\}=\{s_{k}+mN_{0}\};N_{0}\in \mathbb {Z} ,\forall m\in \mathbb {Z} }
Posloupnost je periodická i pro {\displaystyle 2N_{0},3N_{0}} a další. Číslo {\displaystyle N_{0}} je základní perioda.

### Harmonický signál
Harmonický signál je takový signál, jehož průběh lze vyjádřit funkcí {\displaystyle f(t)=A\sin(\omega t+\varphi _{0})}.

## Charakteristika rozdělení přenosu signálu

### podle charakteristiky signálu
Přenos signálu lze rozdělit podle jeho charakteristiky na dva druhy:
- přenos informace analogovým signálem (například rozhlas, televize, telefon)
- přenos informace digitálním signálem (například internet).

Nevýhoda prvního druhu přenosu je menší odolnost vůči šumu, zkreslení apod. Pro druhý druh přenosu je třeba převést informaci na digitální signál při vysílání a zpět při přijímání.

### podle množství informace
Přenos signálu pak také lze dělit podle toho, zdali je v jeden okamžik vysílána:
- pouze jedna hodnota – sériový přenos
- nebo více hodnot – paralelní přenos

Paralelní přenos je oproti sériovému přenosu sice rychlejší, ale také nákladnější.

### podle způsobu komunikace
- Přenos signálu můžeme rozdělit ještě na
  - synchronní
  - asynchronní

Při synchronním přenosu je vysílač s přijímačem synchronizován tak, že přijímač přesně ví, v kterém okamžiku se přenáší informace. Při asynchronním vysílání vysílač vysílá bez ohledu na stav přijímače a dekódování signálu se řídí jeho obsahem.

## Zvláštní významy
V různých oborech se mohou signály používat k různým účelům.

### Teorie komunikace
Filosof Ernst Cassirer zavedl užitečné rozlišení "symbolických forem", užívaných pro komunikaci a sdělování informací. 
1. Nejnižší úroveň představuje symptom, nezáměrný vedlejší projev nějakého děje, který nese právě a pouze informaci o tomto ději.  Příklad: oheň a kouř jako jeho symptom.
2. Signál je záměrná a domluvená zpráva o aktuální a často naléhavé události. Příklad: zvukový signál "hoří" (rozumí se zde a nyní).
3. Symbol je znak s více méně pevným konvenčním významem, nezávislým na situaci. Příklad: slovo určitého jazyka.[3]

### Doprava
V dopravě se používají různé signály, které předávají účastníkům provozu informace o dopravě a řídí jejich chování
- semafory, signály pro tramvaje, železniční návěsti
- výstražné znamení (kupř. poplachová siréna, lodní píšťala, varovný výstřel z lodního děla, vyzvánění zvonů či zvonků, elektrická lokomotivní houkačka, elektrický zvonek u tramvají, barevné světlice, klakson motorového vozidla)
- právo přednosti v jízdě, pracovní vozidla (modrý majáček, červený majáček, oranžový majáček)
- signalizace používaná v lodním provozu (kupř.vlajková abeceda, signalizace z majáků atd.)
- velmi významná je také signalizace používaná v letecké dopravě (kupř. při provozu na letištích)
- u motorových vozidel kupř. blikače, znamení změny směru jízdy, brzdová světla varují o zpomalení vozidla

### Informatika, elektronika, počítače
V informatice je pojem signál zobecněn a již není potřeba definovat fyzikální prostředí pro přenos informace.

### Vojenství
V armádě se signály používají pro účely velení, komunikace a informování vojenských jednotek. Významný je u všech typů vojsk, speciální systém signalizace je užíván kupř. ve válečném námořnictvu či ve vojenském letectví.

### Politika
V metaforickém významu se „signál“ užívá jako zjevná politická floskule. Pokud politik „vyšle signál“, chce tím říci, že dává najevo, co by se mělo dělat („zelená“), nebo naopak nedělat („červená“). Státní moc může „vysílat signály“ také tím, že nejedná: pokud prokuratura nestíhá korupční jednání, je to „signál“, že korumpování je bezpečné.